# Dipartimento di Calamuchita
Calamuchita è un dipartimento argentino, situato nella parte centro-occidentale della provincia di Córdoba, con capoluogo San Agustín.

## Geografia fisica
Esso confina a nord con il dipartimento di Santa María, ad ovest con quello di Tercero Arriba, a sud con quello di Río Cuarto, e ad ovest con la provincia di San Luis ed il dipartimento di San Javier.
Il dipartimento è suddiviso nelle seguenti pedanie: Cañada de Álvarez, Cóndores, Molinos, Monsalvo, Reartes, Santa Rosa, Río de los Sauces.

## Società

### Evoluzione demografica
Secondo il censimento del 2001, su un territorio di 4.642 km², la popolazione ammontava a 45.418 abitanti, con un aumento demografico del 17,14% rispetto al censimento del 1991.

## Amministrazione
Nel 2001 il dipartimento comprendeva:
- 13 comuni (comunas in spagnolo):
  - Amboy
  - Calmayo
  - Cañada Del Sauce
  - Las Bajadas
  - Las Caleras
  - Los Molinos
  - Los Reartes
  - Lutti
  - San Ignacio
  - Segunda Usina
  - Villa Amancay
  - Villa Ciudad Parque Los Reartes
  - Villa Quillinzo
- 10 municipalità (municipios in spagnolo):
  - Embalse
  - La Cruz
  - Los Condores
  - Rio De Los Sauces
  - San Agustín
  - Santa Rosa de Calamuchita
  - Villa Del Dique
  - Villa General Belgrano
  - Villa Rumipal
  - Villa Yacanto